# 贸易展览会
贸易展览会，也称展销会，是一种旨在展示新型产品，讓特定產業的公司展示和演示其最新產品和服務、與行業合作夥伴和客戶會面、研究競爭對手的活動並研究最近的市場趨勢和機會。扩宽销售或展示实力的一种贸易宣传活动。包括类似广交会在内的商品展销会和世博会之类的博览会等多种形式。
與消費品展覽會不同，只有一些貿易展覽會向公眾開放，而其他一些展覽會則只能由公司代表（行業成員，例如專業人士）和新聞界人士參加，因此貿易展覽會被分類為“公開”或“僅限貿易”。有些展覽會是兩者的混合；例如法蘭克福書展，其前三天僅限貿易，最後兩天向公眾開放。它們幾乎在所有市場持續舉辦，通常會吸引來自世界各地的公司。例如，在美國，目前每年舉辦超過 10,000 場貿易展覽會，並且已經建立了多個線上目錄，以幫助組織者、與會者和行銷人員找到合適的活動。

## 历史
贸易展览会发源于处于晚期的中世纪、早期的商业资本主义时期的欧洲，贸易商通过展览会的形式发布和兜售琳琅满目的产品。18世纪之后，贸易展览会在欧洲和北美以及越发普及，彰显着工业革命以来的技术变革。19世纪晚期，贸易展览会更是获得更大的牵引力，以年度展览形式横行于欧洲和北美大陆。20世纪出现了专业某一领域的产品贸易展览会，世界各地的贸易中心和展览中心大楼更是如春笋般拔地而起。进入21世纪，随着亚洲的快速工业化，贸易展览会在亚洲更为普及开来，以中国为代表的亚洲国家，在2011年就占据了该地区55%的出售空间。

## 使用

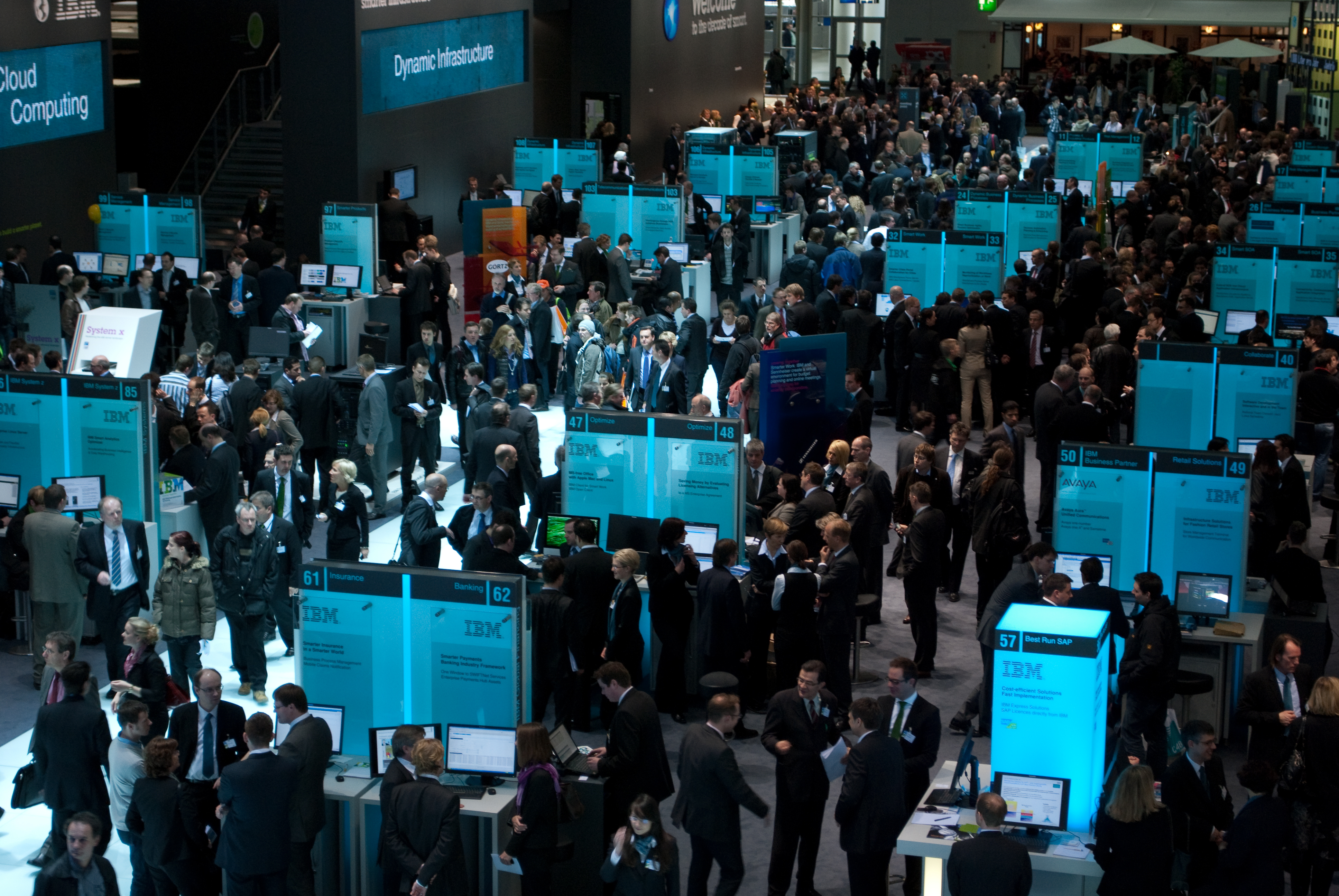
2010年德国汉诺威的CeBIT展览会上的IBM展台

貿易展會在行銷以及商業交流方面發揮著重要作用，尤其在參與的市場領域。人們會尋求與供應鏈中同級別的人員和公司，以及潛在的供應商和買家進行交流。
通常會有一個中央展廳，設有展位供人們展示其產品或服務。展會期間，會舉辦全天的繼續教育研討會，內容涵蓋行業相關主題，例如最佳實踐、趨勢和監管規定。此外，還會安排與主題演講嘉賓共進晚餐，並在晚上舉辦社交活動。展位種類繁多，從簡單的桌子到精心搭建的展位，應有盡有。
貿易展會通常需要參展公司投入大量的時間和金錢。展會策劃包括提前安排與其他與會者的會議，以及安排資源來跟進展會上創造的機會。[ 6 ]成本包括場地租賃、展位設計和展會展示搭建、電信、差旅、住宿以及贈送給與會者的宣傳資料和物品。
此外，展會還會產生電力、展位清潔、網路服務和短途運輸（也稱為物料搬運）等服務費用。地方在物流方面的支出促使城市將貿易展會作為地方經濟發展的一種手段，同時也為當地企業提供了發展機會，並吸引新的企業進駐。

## 外部連結
- 维基共享资源上的相關多媒體資源：贸易展览会